# Gillingham F.C.
Gillingham Football Club er en engelsk fodboldklub fra byen Gillingham i regionen South East England. Klubben spiller i landets fjerdebedste række, League Two, og har hjemmebane på Priestfield Stadium. Klubben blev grundlagt i 1893.

## Kendte spillere
- Steve Bruce
- Andrew Crofts
- Tony Cascarino

## Danske spillere
- Ingen